# Hemishofen
Hemishofen es una comuna suiza del cantón de Schaffhausen, situada en el exclave oriental del cantón, en la riviera superior del Rin. Limita al noroeste con la comuna de Ramsen, al noreste con Rielasingen-Worblingen (GER-BW), al este con Singen (Hohentwiel) (GER-BW) y Öhningen (GER-BW), al sureste con Stein am Rhein, y al suroeste con Wagenhausen (TG).